# Pierrepont (Calvados)
 Pierrepont  es una población y comuna francesa, situada en la región de Baja Normandía, departamento de Calvados, en el distrito de Caen y cantón de Falaise-Nord.

## Demografía
| 124 | 112 | 96 | 89 | 92 | 87 |
| Para los censos de 1962 a 1999 la población legal corresponde a la población sin duplicidades (Fuente: INSEE [Consultar]) |     |    |    |    |    |